# 名古屋市立鳴子台中学校
名古屋市立鳴子台中学校（なごやしりつなるこだいちゅうがっこう）は、愛知県名古屋市緑区鳴子町にある公立中学校。

## 沿革
- 1965年（昭和40年）4月 - 名古屋市立鳴海中学校分校として設置される[1]。
- 1966年（昭和41年）4月 - 名古屋市立鳴子台中学校として分離独立する[1]。中学校としては名古屋市72校目[2]。
- 1975年（昭和50年）4月 - 分校が設置される[1]。
- 1976年（昭和51年）4月 - 分校が名古屋市立神沢中学校として分離独立する[1]。
- 1982年（昭和57年）5月 - 鳴子台地域スポーツセンターが併設される[1]。
- 1983年（昭和58年）4月 - 知的障害学級として「N組」が新設される[1]。
- 1991年（平成3年）4月 - 情緒障害学級として「S組」が新設される[1]。
- 2018年（平成30年）6月23日 - 大阪府北部地震のブロック塀倒壊による女児死亡事故を受けた緊急点検により判明した建築基準法施行令非適合のブロック塀を撤去[3]。

## 通学区域
名古屋市立鳴子小学校および名古屋市立長根台小学校の両学区を通学区域として設定している。

## アクセス
- 名古屋市営地下鉄桜通線鳴子北駅下車徒歩8分[1]